# European Poker Tour

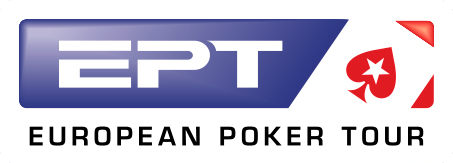
Logo European Poker Tour (verze loga platná v letech 2018 až 2021).

European Poker Tour (zkráceně EPT) je každoroční série pokerových turnajů, konaných především v evropských metropolích. Založil ji v roce 2004 John Duthie, vítěz prvního výročního turnaje Poker Million. Sponzor a částečný vlastník European Poker Tour je herna PokerStars.

## Struktura festivalu
Jednotlivé podniky European Poker Tour se postupně rozrůstaly a v závěrečných sezonách se během každé zastávky odehrálo i několik desítek turnajů. Vstupné (buy-in) do hlavních turnajů (tzv. Main Event) se v průběhu let pohybovalo od 3 750 € až po 10 600 € (Finálový turnaj nejdříve v  Madridu, od roku 2012 v Monte Carlu). Ostatní turnaje (tzv.  Side Eventy) mají vstupné od několika stovek euro po 100 000 € v případě tzv. High Rollerů..
Rekord v počtu účastníků hlavního turnaje drží Main Event EPT 13 Barcelona (16.–28. srpna 2016), zahrálo si ho 1785 hráčů jeho vítěz Polák Sebastian Malec v něm vyhrál 1 122 800 €. Vzhledem ke kapacitě posledních dvou plánovaných zastávek (Malta a Praha), už tento rekord nemůže být překonán.

## Hostitelská města
V první sezóně European Poker Tour v ročníku 2004/2005 bylo odehráno celkem sedm turnajů. Postupem času popularita série stoupla a v zatím posledním sedmém ročníku 2010/2011 bylo odehráno celkem 13 turnajů – 11 ve známých evropských městech: Tallinn (Estonsko), Vilamoura (Portugalsko), Londýn (Spojené království), Vídeň (Rakousko), Barcelona (Španělsko), Praha (Česko), Deauville (Francie), Kodaň (Dánsko), Berlín (Německo), Sanremo (Itálie) a Madrid (Španělsko), jeden v rakouské horské obci Saalbach-Hinterglemm jako turnaj s názvem Snowfest a turnaj PokerStars Caribbean Adventure na Bahamách.

## Konec European Poker Tour
Během úvodního podniku 13. sezony European Poker Tour v Barceloně v srpnu 2016 oznámila pořadatelská změna PokerStars přeměnu všech svých živých pokerových akcí včetně EPT do dvou celosvětových sérií s názvy PokerStars Championship a PokerStars Festival. Poslední podnik European Poker Tour se odehál v prosinci 2016 v Praze a historicky posledním šampionem EPT se stal nizozemský hráč Jasper Meijer van Putten. Od roku 2017 budou nejprestižnější zastávky bývalé EPT spadat pod PS Championship. Potvrzené jsou Barcelona, Monte Carlo a Bahamy.

## Vítězové European Poker Tour
| Sezona | Termín                        | Zastávka                                        | Vítěz                    | Odměna       |
| ------ | ----------------------------- | ----------------------------------------------- | ------------------------ | ------------ |
| 1      | 18.–19. září 2004             | EPT Barcelona Open                              | Alexander Stevic         | €80,000      |
| 1      | 9.–10. října 2004             | EPT Londýn                                      | John Shipley             | £200,000     |
| 1      | 23.–24. října 2004            | EPT Dublin                                      | Ram Vaswani              | €93,000      |
| 1      | 29.–30. ledna 2005            | EPT Scandinavian Open, Kodaň                    | Noah Boeken              | DKr1,098,340 |
| 1      | 15.–19. února 2005            | EPT French Open, Deauville                      | Brandon Schaefer         | €144,000     |
| 1      | 10.–11. března 2005           | EPT Vídeň                                       | Pascal Perrault          | €184,500     |
| 1      | 15.–19. března 2005           | EPT Grand Final, Monte Carlo                    | Rob Hollink              | €635,000     |
| 2      | 16.–17. září 2005             | EPT Barcelona Open                              | Jan Boubli               | €426,000     |
| 2      | 30. září – 2. října 2005      | EPT Londýn                                      | Mark Teltscher           | €280,000     |
| 2      | 4.–6. října 2005              | EPT Baden Classic                               | Patrik Antonius          | €288,180     |
| 2      | 29.–30. října 2005            | EPT Dublin                                      | Mats Gavatin             | €317,000     |
| 2      | 19.–22. ledna 2006            | EPT Scandinavian Open, Kodaň                    | Mads Andersen            | DKr2,548,040 |
| 2      | 8.–11. února 2006             | EPT French Open, Deauville                      | Mats Iremark             | €480,000     |
| 2      | 7.–11. března 2006            | EPT Grand Final, Monte Carlo                    | Jeff Williams            | €900,000     |
| 3      | 13.–16. září 2006             | EPT Barcelona Open                              | Bjørn-Erik Glenne        | €691,000     |
| 3      | 21.–24. září 2006             | EPT Londýn                                      | Victoria Coren           | £500,000     |
| 3      | 7.–10. října 2006             | EPT Baden Classic                               | Duc Thang Nguyen         | €487,397     |
| 3      | 16.–29. října 2006            | EPT Dublin                                      | Roland de Wolfe          | €554,300     |
| 3      | 17.–20. ledna 2007            | EPT Scandinavian Open, Kodaň                    | Magnus Petersson         | DKr4,078,080 |
| 3      | 8.–11. března 2007            | EPT German Open, Dortmund                       | Andreas Høivold          | €672,000     |
| 3      | 14.–17. března 2007           | EPT Varšava Open                                | Peter Jepsen             | zł1,226,711  |
| 3      | 28. března – 2. dubna 2007    | EPT Grand Final, Monte Carlo                    | Gavin Griffin            | €1,825,010   |
| 4      | 28. srpna – 1. září 2007      | EPT Barcelona Open                              | Sander Lylloff           | €1,170,700   |
| 4      | 25.–29. září 2007             | EPT Londýn                                      | Joseph Mouawad           | £611,520     |
| 4      | 7.–10. října 2007             | EPT Baden Classic                               | Julian Thew              | €670,800     |
| 4      | 30. října – 3. listopadu 2007 | EPT Dublin                                      | Reuben Peters            | €532,620     |
| 4      | 10.–14. prosince 2007         | EPT Praha                                       | Arnaud Mattern           | €708,400     |
| 4      | 5.–10. ledna 2008             | PokerStars Caribbean Adventure, Paradise Island | Bertrand Grospellier     | $2,000,000   |
| 4      | 29. ledna – 2. února 2008     | EPT German Open, Dortmund                       | Mike McDonald            | €933,600     |
| 4      | 19.–23. února 2008            | EPT Scandinavian Open, Kodaň                    | Tim Vance                | DKr6,220,488 |
| 4      | 11.–15. března 2008           | EPT Warsaw Open                                 | Michael Schulze          | zł2,153,999  |
| 4      | 1.–5. dubna 2008              | EPT Sanremo                                     | Jason Mercier            | €869,000     |
| 4      | 12.–17. dubna 2008            | EPT Grand Final, Monte Carlo                    | Glen Chorny              | €2,020,000   |
| 5      | 10.–14. září 2008             | EPT Barcelona Open                              | Sebastian Ruthenberg     | €1,361,000   |
| 5      | 1.–5. října 2008              | EPT London                                      | Michael Martin           | £1,000,000   |
| 5      | 28. října – 1. listopadu 2008 | EPT Hungarian Open, Budapešť                    | Will Fry                 | €595,840     |
| 5      | 15.–19. listopadu 2008        | EPT Varšava Open                                | João Barbosa             | €367,140     |
| 5      | 9.–13. prosince 2008          | EPT Praha                                       | Salvatore Bonavena       | €774,000     |
| 5      | 5.–10. ledna 2009             | PokerStars Caribbean Adventure, Paradise Island | Poorya Nazari            | $3,000,000   |
| 5      | 20.–24. ledna 2009            | EPT French Open, Deauville                      | Moritz Kranich           | €851,400     |
| 5      | 17.–21. února 2009            | EPT Scandinavian Open, Kodaň                    | Jens Kyllönen            | DKr6,542,208 |
| 5      | 10.–14. března 2009           | EPT German Open, Dortmund                       | Sandra Naujoks           | €917,000     |
| 5      | 18.–23. dubna 2009            | EPT Sanremo                                     | Constant Rijkenberg      | €1,508,000   |
| 5      | 28. dubna – 3. května 2009    | EPT Grand Final, Monte Carlo                    | Pieter de Korver         | €2,300,000   |
| 6      | 18.–23. srpna 2009            | EPT Kyjev                                       | Maxim Lykov              | €330,000     |
| 6      | 4.–9. září 2009               | EPT Barcelona                                   | Carter Phillips          | €850,000     |
| 6      | 2.–7. října 2009              | EPT Londýn                                      | Aaron Gustavson          | £850,000     |
| 6      | 20.–25. října 2009            | EPT Varšava                                     | Christophe Benzimra      | zł1,493,170  |
| 6      | 17.–22. listopadu 2009        | EPT Vilamoura                                   | António Matias           | €404,793     |
| 6      | 1.–6. prosince 2009           | EPT Praha                                       | Jan Skampa               | €682,000     |
| 6      | 5.–11. ledna 2010             | PokerStars Caribbean Adventure, Paradise Island | Harrison Gimbel          | $2,200,000   |
| 6      | 20.–25. ledna 2010            | EPT Deauville                                   | Jake Cody                | €847,000     |
| 6      | 16.–21. února 2010            | EPT Kodaň                                       | Anton Wigg               | DKr3,675,000 |
| 6      | 2.–7. března 2010             | EPT Berlín                                      | Kevin MacPhee            | €1,000,000   |
| 6      | 21.–26. března 2010           | EPT Snowfest, Salcburk                          | Allan Bække              | €445,000     |
| 6      | 15.–21. dubna 2010            | EPT Sanremo                                     | Liv Boeree               | €1,250,000   |
| 6      | 25.–30. dubna 2010            | EPT Grand Final, Monte Carlo                    | Nicolas Chouity          | €1,700,000   |
| 7      | 11.–16. srpna 2010            | EPT Tallinn                                     | Kevin Stani              | €400,000     |
| 7      | 28. srpna – 2. září 2010      | EPT Vilamoura                                   | Toby Lewis               | €467,836     |
| 7      | 29. září – 4. října 2010      | EPT Londýn                                      | David Vamplew            | £900,000     |
| 7      | 26.–31. října 2010            | EPT Vídeň                                       | Michael Eiler            | €700,000     |
| 7      | 22.–27. listopadu 2010        | EPT Barcelona                                   | Kent Lundmark            | €825,000     |
| 7      | 13.–18. prosince 2010         | EPT Praha                                       | Roberto Romanello        | €640,000     |
| 7      | 8.–15. ledna 2011             | PokerStars Caribbean Adventure, Paradise Island | Galen Hall               | $2,300,000   |
| 7      | 25.–31. ledna 2011            | EPT Deauville                                   | Lucien Cohen             | €880,000     |
| 7      | 21.–26. února 2011            | EPT Kodaň                                       | Michael Tureniec         | DKr3,700,000 |
| 7      | 20.–25. března 2011           | EPT Snowfest, Salcburk                          | Vladimir Geshkenbein     | €390,000     |
| 7      | 5.–10. dubna 2011             | EPT Berlín                                      | Ben Wilinofsky           | €825,000     |
| 7      | 27. dubna – 3. května 2011    | EPT Sanremo                                     | Rupert Elder             | €930,000     |
| 7      | 7.–12. května 2011            | EPT Grand Final, Madrid                         | Ivan Freitez             | €1,500,000   |
| 8      | 2.–7. srpna 2011              | EPT Tallinn                                     | Ronny Kaiser             | €275,000     |
| 8      | 27. srpna – 1. září 2011      | EPT Barcelona                                   | Martin Schleich          | €850,000     |
| 8      | 20. září – 6. října 2011      | EPT Londýn                                      | Benny Spindler           | £750,000     |
| 8      | 21.–27. října 2011            | EPT Sanremo                                     | Andrey Pateychuk         | €680,000     |
| 8      | 15.–20. listopadu 2011        | EPT Loutraki                                    | Zimnan Ziyard            | €347,000     |
| 8      | 5.–10. prosince 2011          | EPT Praha                                       | Martin Finger            | €720,000     |
| 8      | 7.–13. ledna 2012             | PokerStars Caribbean Adventure, Paradise Island | John Dibella             | $1,775,000   |
| 8      | 31. ledna – 6. února 2012     | EPT Deauville                                   | Vadim Kursevich          | €875,000     |
| 8      | 20.–25. února 2012            | EPT Kodaň                                       | Mickey Petersen          | DKr2,515,000 |
| 8      | 12.–17. března 2012           | EPT Madrid                                      | Frederik Jensen          | €495,000     |
| 8      | 26.–31. března 2012           | EPT Campione                                    | Jannick Wrang            | €640,000     |
| 8      | 16.–21. dubna 2012            | EPT Berlín                                      | Davidi Kitai             | €712,000     |
| 8      | 25.–30. dubna 2012            | EPT Grand Final, Monte Carlo                    | Mohsin Charania          | €1,350,000   |
| 9      | 15.–25. srpna 2012            | EPT Barcelona                                   | Mikalai Pobal            | €1,007,550   |
| 9      | 5.–11. října 2012             | EPT Sanremo                                     | Ludovic Lacay            | €744,910     |
| 9      | 9.–15. prosince 2012          | EPT Praha                                       | Ramzi Jelassi            | €835,000     |
| 9      | 7.–13. ledna 2013             | PokerStars Caribbean Adventure, Paradise Island | Dimitar Danchev          | $1,859,000   |
| 9      | 3.–9. února 2013              | EPT Deauville                                   | Remi Castaignon          | €770,000     |
| 9      | 10.–16. března 2013           | EPT Londýn                                      | Ruben Visser             | £595,000     |
| 9      | 21.–27. dubna 2013            | EPT Berlín                                      | Daniel Pidun             | €880,000     |
| 9      | 6.–12. května 2013            | EPT Grand Final, Monte Carlo                    | Steve O'Dwyer            | €1,224,000   |
| 10     | 26. srpna – 7. září 2013      | EPT Barcelona                                   | Tom Middleton            | €924,000     |
| 10     | 2.–12. října 2013             | EPT Londýn                                      | Robin Ylitalo            | £560,980     |
| 10     | 12.–18. prosince 2013         | EPT Praha                                       | Julian Track             | €725,700     |
| 10     | 7.–13. ledna 2014             | PokerStars Caribbean Adventure, Paradise Island | Dominik Panka            | $1,423,096   |
| 10     | 26. ledna – 1. února 2014     | EPT Deauville                                   | Sotirios Koutoupas       | €614,000     |
| 10     | 23.–29. března 2014           | EPT Vídeň                                       | Oleksii Khoroshenin      | €578,392     |
| 10     | 14.–20. dubna 2014            | EPT Sanremo                                     | Victoria Coren           | €476,100     |
| 10     | 26. dubna – 2. května 2014    | EPT Grand Final, Monte Carlo                    | Antonio Buonanno         | €1,240,000   |
| 11     | 16.–27. srpna 2014            | EPT Barcelona                                   | Andre Lettau             | €794,058     |
| 11     | 8.–18. října 2014             | EPT Londýn                                      | Sebastian Pauli          | £499,700     |
| 11     | 7.–17. prosince 2014          | EPT Praha                                       | Stephen Graner           | €969,000     |
| 11     | 8.–14. ledna 2015             | PokerStars Caribbean Adventure, Paradise Island | Kevin Schulz             | $1,491,580   |
| 11     | 27. ledna – 7. února 2015     | EPT Deauville                                   | Ognyan Dimov             | €543,700     |
| 11     | 17.–28. března 2015           | EPT Malta, Portomaso                            | Jean Montury             | €687,400     |
| 11     | 28. dubna – 8. května 2015    | EPT Grand Final, Monte Carlo                    | Adrian Mateos            | €1,082,000   |
| 12     | 18.–30. srpna 2015            | EPT Barcelona                                   | John Juanda              | €1,022,593   |
| 12     | 20.–31. října 2015            | EPT Malta, Portomaso                            | Niall Farrell            | €534,330     |
| 12     | 5.–16. prosince 2015          | EPT Praha                                       | Hossein Ensan            | €754,510     |
| 12     | 6.–14. ledna 2016             | PokerStars Caribbean Adventure, Paradise Island | Mike Watson              | $728,325     |
| 12     | 9.–20. února 2016             | EPT Dublin                                      | Dzmitry Urbanovich       | €561,900     |
| 12     | 26. dubna – 6. května 2016    | EPT Grand Final, Monte Carlo                    | Jan Bendik               | €961,800     |
| 13     | 16.–28. srpna 2016            | EPT Barcelona                                   | Sebastian Malec          | €1,122,800   |
| 13     | 18.–29. října 2016            | EPT Malta, Portomaso                            | Aliaksei Boika           | €355,700     |
| 13     | 8.–19. prosince 2016          | EPT Praha                                       | Jasper Meijer van Putten | €699,300     |
| Zdroj: |                               |                                                 |                          |              |

## Výherci podle zemí
| Pořadí | Země           | Výhry |
| ------ | -------------- | ----- |
| 1.     | USA            | 16    |
|        | Velká Británie | 16    |
| 3.     | Německo        | 13    |
| 4.     | Švédsko        | 9     |
|        | Francie        | 9     |
| 6.     | Dánsko         | 8     |
| 7.     | Nizozemí       | 6     |
| 8.     | Kanada         | 5     |
| 9.     | Norsko         | 3     |
|        | Rusko          | 3     |
|        | Polsko         | 3     |
|        | Bělorusko      | 3     |
| 13.    | Portugalsko    | 2     |
|        | Libanon        | 2     |
|        | Finsko         | 2     |
|        | Itálie         | 2     |
|        | Bulharsko      | 2     |
| 18.    | Česko          | 1     |
|        | Venezuela      | 1     |
|        | Švýcarsko      | 1     |
|        | Belgie         | 1     |
|        | Řecko          | 1     |
|        | Ukrajina       | 1     |
|        | Španělsko      | 1     |
|        | Indonésie      | 1     |
|        | Írán           | 1     |
|        | Slovensko      | 1     |

Údaje po turnaji v Barceloně v srpnu 2016